# Frédéric Henri Walther

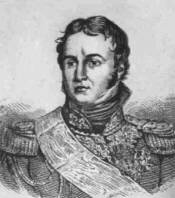
Generalul Walther

Frédéric Henri Walther conte al Primului Imperiu Francez, (n. 20 august 1761 la Obenheim, d. 24 noiembrie 1813 la Kusel), a fost un general francez de cavalerie. A fost unul dintre comandanții de cavalerie extrem de apreciați de Napoleon, motiv pentru care i-a acordat în mai multe ocazii onoarea de a comanda prestigioasa Cavalerie a Gărzii Imperiale.
1. 1 2  Frederic-Henri Walther, Find a Grave, accesat în 9 octombrie 2017
2. ↑  Deux siècles d'histoire au Père Lachaise[*], p. 781 Verificați valoarea |titlelink= (ajutor)
3. ↑  Katalog der Deutschen Nationalbibliothek, accesat în 10 iunie 2020